# Solieria inanis
Solieria inanis är en tvåvingeart som först beskrevs av Fallen 1810.  Solieria inanis ingår i släktet Solieria och familjen parasitflugor. Arten är reproducerande i Sverige. Inga underarter finns listade i Catalogue of Life.